# Contea di Yi (Liaoning)
La contea di Yi (义县S, Yì XiànP) è una contea della Cina, situata nella provincia di Liaoning e amministrata dalla prefettura di Jinzhou.